# The Last Ship (sèrie de televisió)
The Last Ship és una sèrie de televisió estatunidenca, basada en la novel·la homònima de William Brinkley publicada el 1988. El maig de 2013 la cadena TNT va anunciar una temporada de 10 episodis. La sèrie es va estrenar el 22 de juny de 2014, a les 21:00 hores EDT.
El 18 de juliol de 2014 The Last Ship va ser renovada per una segona temporada de 13 episodis. La segona temporada es va estrenar el 21 de juny de 2015. L'11 d'agost d'aquell any la sèrie va ser renovada per una tercera temporada, també de 13 episodis, que s'havia d'estrenar el 12 de juny de 2016. Finalment, però, l'estrena de la tercera temporada es va posposar com a conseqüència de la massacre de la discoteca Pulse d'Orlando, ja que el primer episodi incloïa un tiroteig en una discoteca. El 31 de juliol de 2016 es va anunciar que The Last Ship havia esat renovada per una quarta temporada, de 10 episodis, que s'emetrà a mitjans del 2017. El 8 de setembre de 2016 TNT va renovar la sèrie per una cinquena temporada, també de 10 episodis, que es va rodar seguidament a la filmació de la quarta temporada, i que es va emetre a mitjans del 2018.

## Argument

### Primera temporada
The Last Ship comença quan un virus delma la població del planeta, en arrasar més del 80% de la població mundial.
No obstant això, gràcies a la seva posició en el moment en què succeeix la pandèmia, el vaixell de guerra nord-americà USS Nathan James liderat pel capità Thomas "Tom" Chandler aconsegueix evitar contagiar-se de la malaltia.
Conforme passen els dies, el vaixell i la seva tripulació, que consta de més de 218 homes i dones, es veuran obligats a afrontar la nova realitat, mentre que descobreixen que la doctora Rachel Scott a bord del James els havia amagat que són alguns dels últims supervivents del món, mentre que hauran dajudar-la per trobar la cura per aturar el virus i així salvar la resta de la humanitat.

### Segona temporada
Han aconseguit desenvolupar la cura i ara s'enfronten al repte de tornar a casa. No obstant això, es troben amb diversos problemes. S'adonen de les conseqüències i els estralls que ha portat el virus a la societat en general, convertint-la en egoista i cruel. Tenen la decisió de tornar amb les famílies; no obstant això, decideixen prendre la missió de repartir la cura a tothom. Durant el final, l'equip aconsegueix aturar els germans Ramsey, que havien influït en la població fent-los creure que els immunes a la malaltia són els hereus legítims de la societat. Danny i Kara es comprometen i, finalment, la doctora Rachel Scott mor després de rebre diversos trets per part de Curtis, creient fanàtic dels immunes.

### Tercera temporada
Danny i Kara estan casats i tenen un fill, Frankie. Els tripulants del Nathan James es dediquen a portar la cura a tothom. Malauradament han d'enfrontar-se als corruptes membres del govern xinès ia pirates per l'oceà Pacífic. D'altra banda, Kara, que va ser promoguda a Cap d'Operacions Navals, descobreix que dins de l'equip del president dels Estats Units hi ha gent corrupta que està passant informació als enemics. Els pirates japonesos segresten diversos membres de la tripulació perquè els acusen d'exterminar la població japonesa amb una falsa cura, mentre que els xinesos intenten assassinar el capità Chandler en esclatar l'avió on viatjava. Es descobreix una gran conspiració dels xinesos per eliminar els seus països veïns, i els nostres herois amb ajuda dels pirates japonesos aconsegueixen evitar l'exterminació de Corea i posar fi al terrible pla del president xinès. Durant el final de la temporada l'equip aconsegueix detenir diversos senadors corruptes i la corrupta cap de gabinet Allison Shaw que havien dividit el país com un botí; i posat al capità Chandler ia la seva tripulació com a traïdors.

### Quarta temporada
Setze mesos després d'aturar el cop d'estat, el Nathan Jamescerca llavors amb immunitat a un virus de l'òxid vermell (a partir del qual s'havia desenvolupat la grip vermella) que afecta la vida vegetal del món. Al Marroc, es produeix un tiroteig després que Mahmoud Zeddam, un informador terrorista, sigui afusellat. Aconsegueixen escapar i porten Zeddam a l'ala de l'hospital de la base de la Marina dels Estats Units de Rota, Espanya. La base és atacada per una facció terrorista, liderada per Omar Bin Dalik, que busca la mateixa informació sobre les llavors de Zeddam, però aquest es nega a renunciar a cap informació i és assassinat. Chandler viu com a pescador a Grècia amb els seus fills, la nova núvia Cali i la família de Cali. La tranquil·la costa es veu alterada per Giorgio Vellek, que s'emporta el menjar a la gent i organitza partits de lluita. Chandler i Alex, el pare de Cali, li roben el seu vaixell de pesca, només per incendiar-lo més tard aquella nit, matant l'Alex en el procés.

### Cinquena temporada
Tres anys després de l'epidèmia de l'òxid vermell, Chandler treballa a l'acadèmia de la marina, Kara Green s'ha convertit en la nova capità del Nathan James amb Carlton Burk com a XO, Granderson, Jeter i Meylan treballant al Comandament Sud dels Estats Units a Cap Canaveral. Florida. Danny Green, Wolf Taylor, Azima Kandie i Sasha Cooper treballen a Panamà, en una missió per intentar convèncer el president panameny .d'acceptar ajuda dels Estats Units, cosa que no accepta quan finalment es troben amb ell a la festa del seu 50è aniversari. Mentre es preparen per abandonar el país, les notícies revelen que el president ha estat assassinat i que han estat incriminats pel seu assassinat. Al mateix temps, la força aèria gran colombiana dispara sobre la flota nord-americana durant Fleetweek, deixant més d'un miler de morts, entre ells Andrea Garnett i el Dr. Rios. A més, un ciberatac desactiva tots els equips electrònics de tot el país. A Panamà, Green proposa que es dirigeixin cap a la Gran Colòmbia i després esperen un eventual suport donat que saben qui és l'enemic. Slattery i Burk s'uneixen a la llanxa ràpida del Nathan James per tornar al vaixell i després cap al sud.

## Destructors i Submarins
- USS Nathan James (DDG-151): és un destructor de classe Arleigh Burke de la Marina dels Estats Units, es troba sota el comandament del capità Thomas Chandler. Recentment el capità Mike Slattery va prendre el comandament del destructor després que Thomas fos promogut a Cap d'Operacions Navals del President.
- USS Hayward (DDG-157): és un destructor de classe Arleigh Burk de la Marina dels Estats Units, sota el comandament del capità Joseph "Joe" Meylan i XO. Cobb és la segona al comandament. El Hayward és una dels tres vaixells actius de la Marina juntament amb el "USS Nathan James" i el "Shackelton". Durant un enfrontament amb els Xinesos, el Hayward és severament danyat, diversos dels seus tripulants moren, mentre que Meylan i altres marins ferits són rescatats pel Nathan James, més tard destrueixen el vaixell. Altres membres de l'Hayward són King i Plumber.
- USS Shackleton (DDG-162): és un destructor de classe Arleigh Burke de la Marina dels Estats Units, sota el comandament del capità Hicks. Durant un enfrontament amb els Xinesos, el Shackleton és destruït després de ser impactat per míssils xinesos, tots els seus tripulants van morir. O'Connor va ser membre de l'USS Shackleton abans de ser enviat a l'USS Hayward.
- USNS Solace (T-AH-21): és un vaixell hospital de classe Mercy de la Marina dels Estats Units, per escapar del virus de la grip vermella, el Solace va navegar a alta mar amb una tripulació mínima i 15 científics, així com equips per a la creació d'un biolaboratori per produir la cura. Poc després un grup liderat pel criminal Ned Ramsey arriba al vaixell i mata la majoria de la tripulació.
- HMS Achilles: va ser un submarí nuclear de la Marina Reial Britànica, el qual va ser pres pel criminal Sean Ramsey i el seu germà Ned per destruir al "USS Nathan James" i la cura que portaven per al virus. Tots dos germans van entrenar la resta de la tripulació que no havia estat afectada pel virus com a mercenaris. Els Ramsey i la seva tripulació usen els míssils Tomahawk del submarí per destruir tots els laboratoris que estaven produint la cura i posteriorment intenten destruir i enfonsar al destructor no obstant això no ho aconsegueixen i el submarí acaba sent destruït pel Nathan James.
- RFS Vyerni: va ser un creuer de classe Kirov que va pertànyer a l'Armada de Rússia i va ser membre de la Flota del Nord. El Vyerni estava sota el comandament del renomeado almirall Rushov. Després de la pandèmia l'almirall i la seva tripulació navegaven sense rumb i quan van descobrir que el Nathan James tenia la cura van intentar destruir-lo i segrestar la doctora Rachel perquè produís la cura per a ells i així esdevenir els nous "amos" del món, sense però el seu pla no resulta i el creuer i la seva tripulació acaben enfonsant-se quan marins del Nathan James aconsegueixen col·locar-hi explosius mentre rescataven el capità Chandler.
- CNS Henan: és un destructor de classe III Luyang de la Força d'Alliberament de Guerra de l'Exèrcit del Poble Xinès, sota el comandament del corrupte president de la Xina, Peng Wu. A l'onzè episodi de la tercera temporada els membres del Nathan James aconsegueixen prendre el vaixell i arresten els integrants.

## Repartiment

### Principal
- Eric Dane - Capità Tom Chandler.[6]
- Rhona Mitra - Doctora Rachel Scott
- Adam Baldwin - Capità Mike Slattery
- Charles Parnell - Command Master Chief Petty Officer Russell "Russ" Jeter
- Sam Spruell - Quincy Tophet
- Travis Van Winkle - Tinent Daniel Joshua "Danny" Green
- Marissa Neitling - Subcap de l'Estat Major Kara Green (nascuda Foster)
- Christina Elmore - Tinent Alisha Granderson
- John Pyper-Ferguson - Ken "Tex" Nolan
- Jocko Sims - Tinent Carlton Burk
- Kevin Michael Martin - Eric Miller
- Bren Foster - Wolf "Wolf-Man" Taylor
- Bridget Regan - Sasha Cooper
- LaMonica Garrett - Tinent Cameron Burk

### Recorrents

#### Personal delNathan James
- Fay Masterson - Andrea Garnett
- Jamison Haase - Lieutenant Commander Barker
- Michael Curran Dorsano - Tinent Juan "Gator" Mejia
- Inbar Lavi - Ravit "Ravi" Bivas
- Andy T. Tran - Tinent Andy Chung
- Chris Sheffield - Tinent Will Mason
- Chris Marrs - Lynn
- Maximiliano Hernández - "Doc" Rios
- Ben Cho - Carl Nishioka
- Amen Igbinosun - Bernie "Bacon" Cowley
- Ness Bautista - Javier Cruz
- Tommy Savas - Cossetti
- Paul James - O'Connor
- Felisha Cooper - Maya Gibson

#### Altres
- Hope Olaide Wilson - Bertrise
- Tracy Middendorf - Darien Chandler
- Grace Kaufman - Ashley Chandler
- Aidan Sussman - Sam Chandler
- Bill Smitrovich - Jed Chandler
- Alfre Woodard - Amy Granderson
- Ray Mabus - Ell mateix
- Mark Moses - President dels Estats Units Jeffrey "Jeff" Michener
- Jade Chynoweth - Kathleen Nolan
- Brían F. O'Byrne - Sean Ramsey
- Nick Court - Ned Ramsey
- Tania Raymonde - Valerie Raymond
- Ravil Isyanov - Almirall Konstantin Nikolajewitsch Ruskov
- Ebon Moss-Bachrach - Niels Sørensen, aka "Pacient Zero"
- Titus Welliver - Thorwald
- Alice Coulthard - Kelly Tophet
- Jade Pettyjohn - Ava Tophet
- Elisabeth Röhm - Allison Shaw
- Nestor Serrano - Alex Rivera
- Hiroyuki Sanada - Takehaya
- Devon Gummersall - Jacob Barnes
- Stephen Oyoung - Lau Hu
- Dichen Lachman - Jesse
- Ayako Fujitani - Kyoko
- Drew Fonteiro - Dennis
- Eidan Hanzei - Toshiro
- John Cothran - Howard Oliver
- Emerson Brooks - Capità Joseph Meylan
- Al Coronel - Manuel Castillo
- Lucy Butler - Roberta Price
- Dougald Park - Albert Wilson
- Eddie Driscoll - Randall Croft
- H. Richard Greene - Senador William Beatty

## Temporades
| Temporada | Temporada | Episodis | Emissió original      | Emissió original       | Emissió Llatinoamèrica | Emissió Llatinoamèrica | Emissió Espanya        | Emissió Espanya        |
| Temporada | Temporada | Episodis | Inici                 | Final                  | Inici                  | Final                  | Inici                  | Final                  |
| --------- | --------- | -------- | --------------------- | ---------------------- | ---------------------- | ---------------------- | ---------------------- | ---------------------- |
|           | 1         | 10       | 22 de juny de 2014    | 24 d'agost del 2014    | 4 d'agost del 2014     | 6 d'octubre del 2014   | 16 de setembre de 2014 | 18 de novembre de 2014 |
|           | 2         | 13       | 21 de juny de 2015    | 6 de setembre de 2015  | 22 de juny del 2015    | 7 de setembre de 2015  | -                      | 1 de desembre de 2015  |
|           | 3         | 13       | 30 de maig de 2016    | 11 de setembre de 2016 | -                      | -                      | -                      | -                      |
|           | 4         | 10       | 20 d'agost del 2017   | 8 d'octubre del 2017   | -                      | -                      | -                      | -                      |
|           | 5         | 10       | 9 de setembre de 2018 | 11 de novembre de 2018 | -                      | -                      | 11 de setembre de 2018 | -                      |

## Premis i nominacions
| Any  | Categoria                                                             | Premi                             | Nominat (us)                                 | Resultat |
| ---- | --------------------------------------------------------------------- | --------------------------------- | -------------------------------------------- | -------- |
| 2016 | Best Action/Thriller Television Series                                | Saturn Award                      | The Last Ship                                | Nominat  |
| 2016 | Best Sound Editing - Short Form Sound Effects and Foley in Television | Golden Reel Award                 | G. Michael Graham, Bill Bell, Tim Chilton... | Nominats |
| 2016 | Best Camera Operador in a Television                                  | Camera Operator of the Year Award | Bud Kremp                                    | Nominat  |